# Nitro-Mannich-Reaktion
Die Nitro-Mannich-Reaktion (oder Aza-Henry-Reaktion) umfasst die nukleophile Addition eines Nitroalkans (oder des entsprechenden Nitronat-Anions) an ein Imin, wobei ein Beta-Nitroamin gebildet wird. Da die Nitro-Mannich-Reaktion die Addition eines sauren Kohlenstoff-Nukleophils an eine Kohlenstoff-Heteroatom-Doppelbindung beinhaltet, ist die Reaktion  verwandt mit einigen der grundlegendsten Reaktionen zur Bildung von Kohlenstoff-Kohlenstoff-Bindungen in der organischen Chemie, darunter der Aldol-Reaktion, der Henry-Reaktion (Nitro-Aldol-Reaktion) und der Mannich-Reaktion.
Während die vorgenannten Reaktionen bereits ausgiebig erforscht worden sind, wurde die Nitro-Mannich-Reaktion in weitaus geringerem Maße untersucht, obwohl sie bereits seit weit über 100 Jahren bekannt ist. Erst nach dem Bericht von Anderson und Mitarbeitern um die Jahrhundertwende wurde ihr große Aufmerksamkeit zuteil, und seither hat sie zu einer breiten Palette neuer Methoden geführt. Das Interesse an der Nitro-Mannich-Reaktion rührt von der synthetischen Verwendbarkeit der Beta-Nitroaminprodukte her. Sie können durch verschiedene Methoden weiter modifiziert werden, z. B. durch reduktive Entfernung der Nitrogruppe, die den Zugang zu Monoaminen ermöglicht, durch Reduktion der Nitrogruppe zur Bildung von 1,2-Diaminen und durch Umwandlung der Nitrogruppe in eine Carbonylfunktionalität zur Herstellung von beta-Aminocarbonylverbindungen.